# Estadio José Rico Pérez
Estadio Jose Rico Pérez är en arena i Alicante med plats för 30 000 åskådare. 2007 övertog Hércules CF ägandet från staden Alicante.
Under Fotbolls-VM 1982 spelades tre matcher på arenan: Argentina mot El Salvador som slutade 2-0, Argentina mot Ungern som slutade 4-1 och Polen mot Frankrike som slutade 3-2.
Planer finns på att bygga ut arenan för 55 000 000 euro. Kapaciteten på den nya arenan är oklar men alla platser är under tak.